# Jaap M. Hemelrijk
Jacob (Jaap) Marcus Hemelrijk (Utrecht, 20 augustus 1925 – Wanneperveen, 1 juni 2018) was hoogleraar klassieke archeologie bij de Universiteit van Amsterdam en directeur van het Allard Pierson Museum.

## Loopbaan
Hemelrijk studeerde klassieke letteren  aan de Universiteit van Amsterdam en hij promoveerde daar in 1956 bij Emilie Haspels op het proefschrift De Caeretaanse hydriae. Van 1952 tot 1963 was hij leraar klassieke talen aan het Libanon Lyceum in Rotterdam. Daarna doceerde hij enige jaren klassieke talen aan de Rijksuniversiteit Groningen. In 1966 volgde hij zijn promotor op als hoogleraar klassieke archeologie aan de Universiteit van Amsterdam en als directeur van het Allard Pierson Museum. In 1986 volgde zijn student Herman A.G. Brijder hem in deze twee functies op.
Het hoofdonderwerp van zijn onderzoek was het Griekse beschilderde aardewerk. In zijn proefschrift richtte hij zich op de groep van Caeretaanse Hydriae. Dit werkte hij later uit tot een gedegen monografie, na enkele decennia gevolgd door een aanvullend en verklarend deel. Hij was de auteur van het eerste deel van het Corpus Vasorum Antiquorum, een bestandscatalogus van Grieks beschilderd aardewerk, van het Allard Pierson Museum. Tot op hoge leeftijd enthousiasmeerde hij een jong publiek voor de Griekse kunst en beschaving door artikelen in Amphora, het blad van de Vereniging van Vrienden van het Gymnasium, gebundeld in Makron en zijn makkers (twee delen).
Hemerlrijk vergezelde Emilie Haspels in 1953 en in 1958 als assistent bij archeologische expedities naar de Phrygische Hooglanden. Hij had een belangrijke rol in het uitwerken van het materiaal voor het boek dat Haspels publiceerde als resultaat van haar expedities daarheen.
Jaap Hemelrijk was zoon van de classicus Jaap Hemelrijk sr., broer van de statisticus Jan Hemelrijk en vader van de oudhistoricus Emily Hemelrijk.

## Publicaties (beknopt)
- Caeretan Hydriae, 1984, ISBN 3-8053-0740-3
- Corpus Vasorum Antiquorum. The Netherlands, fascicule 6; Amsterdam, Allard Pierson Museum, fascicule 1, Attic Red-Figure Drinking-Cups, Amsterdam 1988, ISBN 90-71211-13-4
- More about Caeretan Hydriae. Addenda et Clarificanda. Allard Pierson Series 17, Amsterdam 2009, ISBN 978-90-71211-44-7
- Makron en zijn makkers: vaasschilders in Athene 525-475 v. Chr., Wanneperveen 2009, ISBN 978-90-9024643-7; deel 2, Wanneperveen 2014, ISBN 978-90-823103-0-6